# Michael Sollbauer
Michael Sollbauer, né le 15 mai 1990 à Sankt Veit an der Glan, est un footballeur autrichien. Il évolue au poste de défenseur central au SV Ried.

## Biographie

### En club
Avec l'équipe du Wolfsberger AC, il joue quatre matchs en Ligue Europa lors de la saison 2015-2016, inscrivant un but.
Le 24 janvier 2020, il est prêté à Barnsley.
Le 7 juillet 2021, il rejoint Dynamo Dresde.

## Palmarès
- Champion d'Autriche de D2 en 2012 avec le Wolfsberger AC